# 폴 N. 시르
폴 나르시스 시르(Paul Narcisse Cyr, 1878년 9월 9일 ~ 1946년 8월 24일)은 미국의 정치인으로 제33대 루이지애나주 부지사이다.

## 학력
- 애틀랜타 치과 대학교
- 루이지애나 주립 대학교

## 경력
- 1928.05 ~ 1931.03 제50대 루이지애나 상원의장
- 1928.05 ~ 1931.03 제33대 루이지애나 부지사